# Gare de Tsuchiura
La gare de Tsuchiura (土浦駅, Tsuchiura-eki) est une gare ferroviaire de la ville de Tsuchiura, dans la préfecture d'Ibaraki au Japon. La gare est exploitée par la compagnie JR East. La gare possède également un terminal de fret géré par la JR Freight.

## Situation ferroviaire
Tsuchiura est située au point kilométrique (PK) 63,8 de la ligne Jōban.

## Histoire
La gare de Tsuchiura a été inaugurée le 4 novembre 1895.

## Service des voyageurs

### Accueil
La gare dispose d'un bâtiment voyageurs, avec guichets, ouvert tous les jours.

### Desserte
- Ligne Jōban :
  - voie 1 : direction Tomobe, Mito et Iwaki
  - voies 2 et 3 : direction Abiko et Ueno (interconnexion avec la ligne Ueno-Tokyo pour Tokyo et Shinagawa)